# Kriptovaluta
Kríptovalúta je elektronski denar oz. menjalno sredstvo, oblikovano za neposredno izmenjavo informacij. Kriptovalute omogočajo zasebnost uporabnikov, decentraliziran nadzor nad legitimnostjo valut in uporabljajo kriptografijo za zaščito transakcij.

## Zgodovina
Leta 2008 je bila ustvarjena prva decentralizirana kriptovaluta bitcoin; ustvaril jo je razvijalec ali skupina razvijalcev z vzdevkom Satoshi Nakamoto. Prava identiteta osebe ali skupine pod vzdevkom Satoshi Nakamoto ni poznana. Bitcoin je medvrstniški elektronski sistem denarja, pri katerem ni potreben posrednik. Ustvarjanje in transakcije bitcoina potekajo po odprtokodnem kriptografskem protokolu, vsak kovanec pa se obračunava na natančnost največ 8 decimalnih mest. Najmanjša enota se imenuje satoshi. Obstaja na stotine različnih tipov kriptovalut, znanih kot alternativni kovanci (altcoins). Ti so alternativa bitcoinu, med seboj pa se razlikujejo po hitrosti transakcij, velikosti blokov, metodi distribucije, algoritmih verifikacije in namenu uporabe. Med znane kriptovalute poleg bitcoina spadajo še cardano, iota, litecoin, ethereum in monero, ki se med seboj razlikujejo po programskih jezikih in namenu. Številne kriptovalute omogočajo ustvarjanje pametnih pogodb (smart contracts).

## Lastnosti
Glavna lastnost kriptovalut je decentralizacija. Pri kriptovalutah nekega nadzora, kot so centralne banke pri standardnih papirnatih valutah (FIAT), ni, saj je eden izmed ciljev kriptovalut nadomestitev vseh posrednih institucij. Decentraliziran nadzor omogoča uporabo tehnologije blokverige. Ta ima dolgoročno velik potencial pri preoblikovanju poslovnih modelov in marsikdo meni, da bo temelj razvoja globalnih gospodarskih in socialnih sistemov. Kovanci gredo prvič v obtok po končani začetni ponudbi kovancev (initial coin offering, ICO), kasneje pa se lahko novi kovanci rudarijo in dodajajo v obtok kot oblika nagrade ob razrešenem bloku. To je tudi oblika plačila rudarjem, ki svojo procesno moč posodijo za potrjevanje transkacij.
Temelj skoraj vsake kriptovalute je podatkovna struktura, imenovana blokveriga. V njej najdemo seznam zapisov, imenovanih bloki, v katerih so podatki o transakcijah, ki so večinoma javno na voljo vsem uporabnikom v omrežju, podrobnosti o transakcijah pa so kriptografsko zaščitene s tako imenovanimi zgoščevalnimi funkcijami (funkcije, ki zaporedje znakov preslikajo v novo zaporedje znakov stalne dolžine, dobljeni rezultat pa je nemogoče preslikati v prvotno zaporedje znakov). Transakcije, ki potekajo v omrežju neposredno med uporabniki, se izvajajo z uporabo zasebnih in javnih ključev, tj. dolgih nizov znakov. Varnost ključev temelji na nezmožnosti ustvaritve algoritma za učinkovit izračun največjega skupnega delitelja dveh števil. V omrežju transakcije potrjujejo drugi uporabniki z dvema glavnima algoritmoma:
1.Dokaz o delu (proof of work), pri katerem rudarji izračunavajo zapletene matematične formule in s tem ustvarjajo nove bloke, ki se dodajajo v blokverigo.
2. Dokaz o vložku (proof of stake), pri katerem transakcije potrjuje in jih dodaja v blokverigo uporabnik z največjim deležem neprodanih kovancev.

## Nakup
Kriptovalute, kot je bitcoin, je mogoče kupiti na več načinov. Bitcoin se lahko kupi lokalno s temu namenjenimi aplikacijami, pri čemer se osebi srečata v živo in izvedeta menjavo bitcoina ali drugih kripto valut. Kupi se lahko tudi na bitcoin avtomatih, ki so postavljeni v večini trgovskih centrov po Sloveniji. Tretja možnost so virtualne menjalnice ali borze, pri čemer uporabnik odpre račun, ki mu omogoča polaganje denarja za nakup bitcoinov. Virtualnih menjalnic je na stotine. V Sloveniji je od leta 2022 v veljavi nov zakon o preprečevanju pranja denarja in financiranja terorizma, ki podjetja, ki se ukvarjajo s kriptovalutami, obvezuje, da se vpišejo v register ponudnikov kriptovalut. Kontrolo nad temi podjetji, transakcijami in upoštevanjem zakonodaje izvajata Banka Slovenije in Urad za preprečevanje pranja denarja. Seznam registriranih ponudnikov storitev virtualnih valut je na voljo na spletni strani urada. 

## Prodaja
Kriptovalute je mogoče prodati na več različnih mestih. Prva in najbolj uveljavljena možnost je prodaja kriptovalute na mestu nakupa. Druga možnost je prenos kriptovalute na eno od menjalnic. Tretja možnost je, da se kriptovaluta uporabi za nakup izdelka ali storitve in je tako ni treba menjati v lokalno valuto. Četrta možnost je izmenjava valute z lokalno valuto, podobno kot pri menjavi konvencionalnih valut.

## Legalnost in obdavčenost kriptovalut v Sloveniji
Kriptovalute so v Sloveniji pravno dovoljene. Finančna uprava Republike Slovenije je januarja 2017 sporočila, da dobiček, ustvarjen s trgovanjem s kriptovalutami, ni obdavčen. Pri prejemanju dohodka v kriptovalutah in rudarjenju kriptovalut pa se davek že upošteva, saj gre v obeh primerih za obliko dohodka. Pravne osebe morajo poslovanje s kriptovalutami prikazati v poslovnih knjigah, višina davka pa znaša 19 odstotkov od davčne osnove.
Finančni urad Republike Slovenije je 31. avgusta 2021 napovedal nov predlog obdavčitve kriptovalut, pri katerem bi fizične osebe lahko izbirale med 10-odstotno obdavčitvijo unovčenega zneska ali 25-odstotno obdavčitvijo ustvarjenega dobička. Pri obdavčitvi ustvarjenega dobička bo morala fizična oseba dokazovati transakcije, s katerimi je ustvarila dobiček. Dohodki do 15.000 EUR na leto bodo za fizične osebe neobdavčeni.

## Zaščita
Ustrezno varnost pri upravljanju kriptovalut zagotavlja nekaj osnovnih smernic:
1. Izbira ustrezne denarnice: 
- Hladne denarnice so primerne za shranjevanje večjih zneskov. Niso povezane v omrežje, tako da je tatvina mogoča samo v primeru, če ima napadalec fizični dostop do njih. Denarnico je treba zaščititi z geslom ali kodo PIN. Geslo in koda ščitita vaš zasebni ključ, ki vam omogoča, da lahko uporabljate vaše kriptovalute. V hladni denarnici torej ni shranjena kriptovaluta, ampak ključ za njeno uporabo.
- Vroče denarnice so povezane z internetom in so zato manj varne.[7]

2. Varnostna kopija denarnice: Zaradi številnih možnosti izgube denarnice je treba poskrbeti za ustrezno varnostno kopijo. Varnostno kopi je priporočljivo shranjevati na vsaj dveh različnih lokacijah in na različnih medijih (USB-ključ, zgoščenka, zapis na papirju).
3. Uporaba večfaktorske avtentikacije: Vse spletne borze in storitve omogočajo nastavitev vsaj 2-faktorske avtentikacije (2FA), pri kateri se pri prijavi poleg običajnega gesla vpiše tudi edinstveno, časovno spremenljivo kodo, ki jo generira aplikacija na telefonu. Pri nastavitvi avtentikacije je treba preveriti možnost povrnitve dostopa do računa ob izgubi aplikacije za generiranje kod. 